# Mariano Amaro
Mariano Rodrigues Amaro (Lisbona, 7 agosto 1915 – 23 maggio 1978) è stato un calciatore e allenatore di calcio portoghese, di ruolo centrocampista.

## Carriera

### Nazionale
Ha collezionato 19 presenze con la propria Nazionale.

## Palmarès

### Giocatore

#### Competizioni nazionali
- Coppa del Portogallo: 1

Belenenses: 1941-1942
- Campionato portoghese: 1

Belenenses: 1945-1946